# Copelatus angustus
Copelatus angustus är en skalbaggsart som beskrevs av Gschwendtner 1932. Copelatus angustus ingår i släktet Copelatus och familjen dykare. Inga underarter finns listade i Catalogue of Life.